# Eric Arturo Delvalle
Eric Arturo Delvalle Cohen-Henríquez (Panama, 2 febbraio 1937 – Cleveland, 2 ottobre 2015) è stato un politico e imprenditore panamense.

## Biografia
È stato Presidente di Panama dal settembre 1985 al febbraio 1988, come rappresentante del Partito Repubblicano. Inoltre, dal 1984 al 1985 è stato Vicepresidente del Paese sotto la presidenza di Nicolás Ardito Barletta Vallarino.